# Wladislaw Petrowitsch Terechow
Wladislaw Petrowitsch Terechow (russisch Владислав Петрович Терехов; * 5. November 1933 in Rostow am Don; † 11. September 2023) war ein russischer Diplomat und von Juni 1990 bis September 1997 Botschafter der UdSSR bzw. der Russischen Föderation in Deutschland.

## Leben
Nach dem Schulabschluss studierte er an der Moskauer Staatlichen Hochschule für Internationale Beziehungen (MSHIB). Von 1957 bis 1963 hielt sich Terechow für weitere Studien in der Bundesrepublik Deutschland auf und spricht seitdem fließend Deutsch. Nachdem er in den 1960er Jahren in den diplomatischen Dienst seines Heimatlandes eintrat, war er zunächst vier Jahre lang in Wien an der dortigen Botschaft der UdSSR in Österreich tätig. Weitere zehn Jahre war Wladislaw Terechow anschließend als Sektorenleiter und stellvertretender Leiter der 3. Europa-Abteilung im Außenministerium der UdSSR in Moskau beschäftigt.
1981 wurde Terechow zum ersten Mal in die Bundesrepublik Deutschland, in die Bonner sowjetische Botschaft berufen. Dort war er bis 1986 Gesandtschaftsrat. In der zweiten Hälfte der 1980er Jahre leitete er die Verwaltung für Arbeit der sowjetischen Botschaft im sowjetischen Außenministerium. Am 30. April 1986 gab er in seiner Funktion als sowjetischer Botschafter eine Aussage ab, dass das „Ausmaß der Havarie von begrenzten Charakter sei, und überhaupt keine Gefahr für Menschen in der Bundesrepublik Deutschland oder in anderen Ländern gegeben“ sei. 1988 wurde Terechow zum Leiter der Hauptverwaltung für Kader (Personal) und Bildungseinrichtungen des Außenministeriums in Moskau ernannt.
Von Juni 1990 bis September 1997 war Terechow Botschafter der UdSSR bzw. der Russischen Föderation in Deutschland. Terechow überstand in der Folge alle Führungswechsel in Moskau. In seine Dienstzeit fielen entscheidende Wendungen im Ost-West-Verhältnis wie z. B. die Wende und friedliche Revolution in der DDR, die Wiedervereinigung (1990) und den Zerfall der Sowjetunion (1990/1991) mitsamt dem Abzug der Sowjetarmee aus Deutschland im Sommer 1994.
Am 29. August 2014 nahm er – mittlerweile 80 Jahre alt –  an der eintägigen Berliner Konferenz Sicherheitspolitik in Europa – 20 Jahre nach dem Abzug der sowjetischen/russischen Truppen aus Deutschland teil. Sie wurde von der Bundesakademie für Sicherheitspolitik ausgerichtet. Terechow sprach dort im Rahmen einer Podiumsdiskussion über den Abzug der Sowjetarmee aus Deutschland, die er damals verabschiedete.
Wladislaw Terechow war Professor am Lehrstuhl für Diplomatie des Moskauer Staatlichen Instituts für Internationale Beziehungen (MGIMO) und Mitglied im Lenkungsausschuss des Petersburger Dialogs.

### Botschafter in Deutschland
1990 kehrte Wladislaw Terechow erneut in die Bundesrepublik zurück. Am 6. Juni 1990 überreichte er in Bonn, der damaligen Bundeshauptstadt, sein Beglaubigungsschreiben als neuer Botschafter der Sowjetunion. Er löste Juli Kwizinski ab, der im April 1990 abberufen wurde. 
Am 13. März 1991 wurde überraschend das ehemalige Staatsoberhaupt der DDR, Erich Honecker, durch eine Sondermaschine des sowjetischen Militärs vom sowjetischen Militärkrankenhaus Beelitz nach Moskau transportiert, obwohl ein deutscher Haftbefehl vorlag. Durch diese Aktion wurde Honecker dem Zugriff der deutschen Justiz vorläufig entzogen. Üblicherweise wird nach einem solch eklatanten Verstoß gegen diplomatische Gebräuche der entsprechende ausländische Botschafter unverzüglich einbestellt. In diesem Fall dauerte dies 30 Stunden. Zwei Tage später hatte er einen Termin im Auswärtigen Amt.
Nachdem der Oberste Sowjet in Moskau im März 1991 als letztes der beteiligten Parlamente den Zwei-plus-Vier-Vertrag gebilligt hatte, überreichte Botschafter Terechow dem damaligen deutschen Außenminister Hans-Dietrich Genscher am 15. März im Bonner Auswärtigen Amt die Ratifizierungsurkunde. Damit trat der Vertrag in Kraft. Terechow selbst war für die sowjetische Seite sowohl an den vier Verhandlungsrunden zum Zwei-plus-Vier-Vertrag als auch an den Verhandlungen zum sogenannten Nachbarschaftsvertrag (exakt: Vertrag über gute Nachbarschaft, Partnerschaft und Zusammenarbeit zwischen der Bundesrepublik Deutschland und der Union der Sozialistischen Sowjetrepubliken) beteiligt.
Am frühen Abend des 18. August 1991 wurde Terechow bei Genscher vorstellig, um ihm die Erklärung der Junta mitzuteilen, die den Putsch gegen Gorbatschow betrieben hatte.